# الدوکالی الصید
الدوکالی الصید (انگلیسی: Al Dokali Al Seyed؛ زادهٔ ۲۰ دسامبر ۱۹۹۳) یک بازیکن فوتبال اهل قطر است.

## باشگاهی
از باشگاه‌هایی که در آن بازی کرده‌است می‌توان به الوکره و الجیش قطر اشاره کرد.